# University of Winnipeg
Die University of Winnipeg (U of W) ist eine staatliche Universität in Winnipeg, der Hauptstadt der kanadischen Provinz Manitoba. Die Universität, an der 2020 fast 9.700 Studenten immatrikuliert waren, bietet Bachelor- und Masterstudiengänge an. Das Maclean’s und die Zeitung The Globe and Mail zählten die Universität zu den zehn besten in Kanada, die sich auf die Ausbildung im Bachelorstudium spezialisiert haben.

## Geschichte

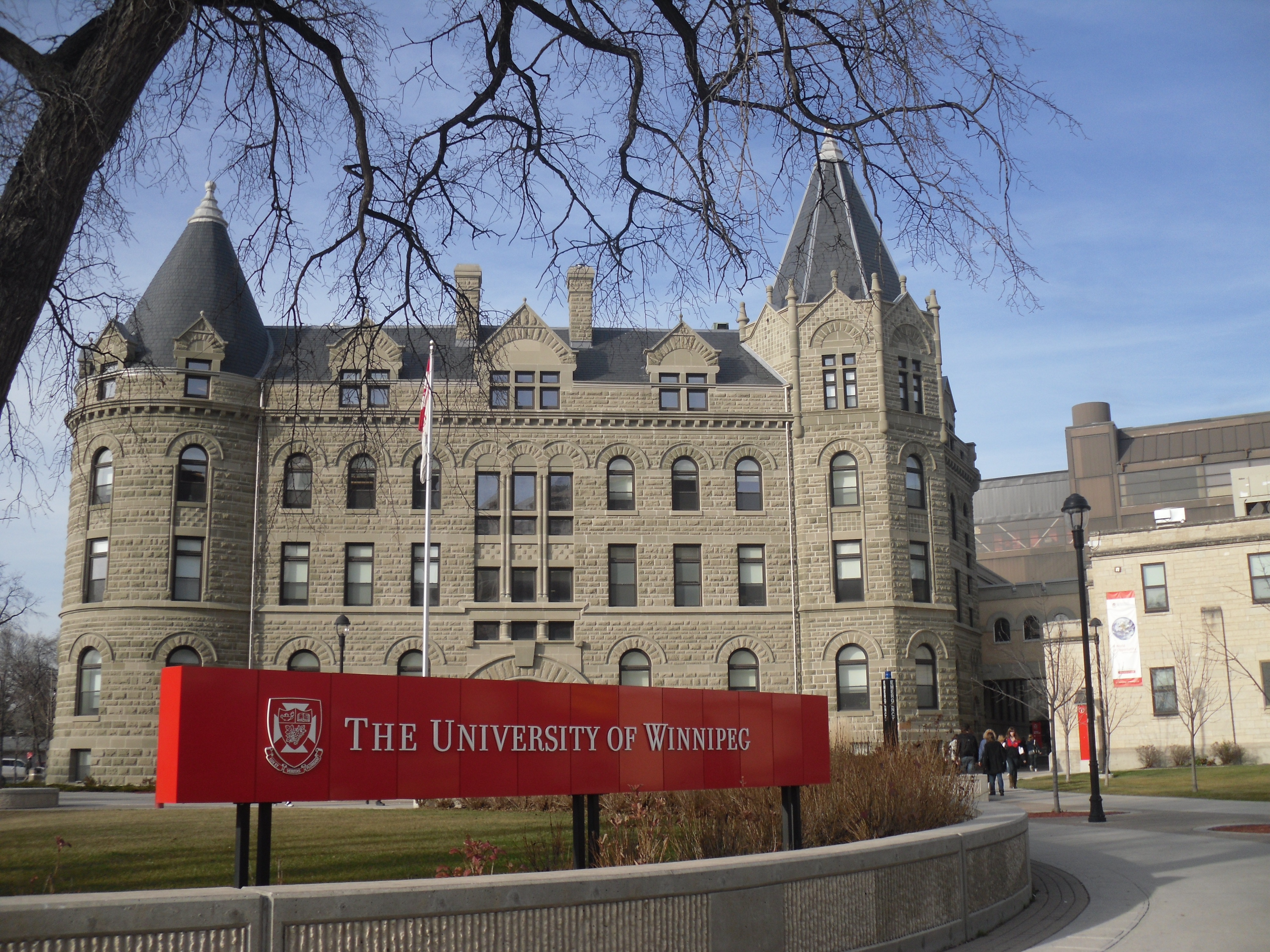
Campus

Die University of Winnipeg entstand durch den Zusammenschluss von Manitoba College und dem Wesley College im Jahre 1938. Sie wurde 1967 offiziell eröffnet, als das United College sich angeschlossen hatte, nachdem es den Universitätsstatus erhalten hat. Das United College wiederum wurde im Jahre 1938 vom Manitoba College gegründet.

## Fachbereiche und Colleges

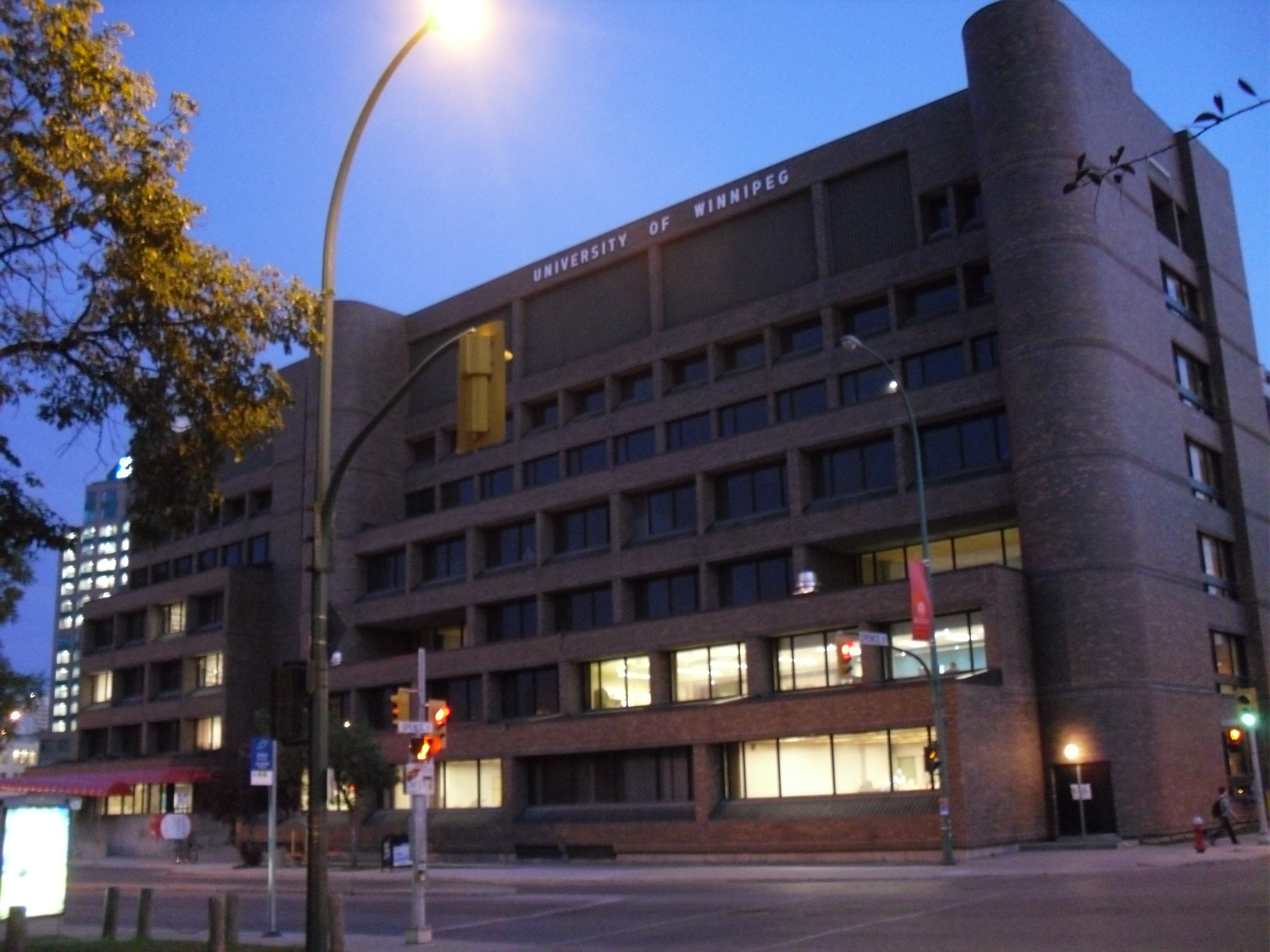
The University of Winnipeg

### Fachbereiche

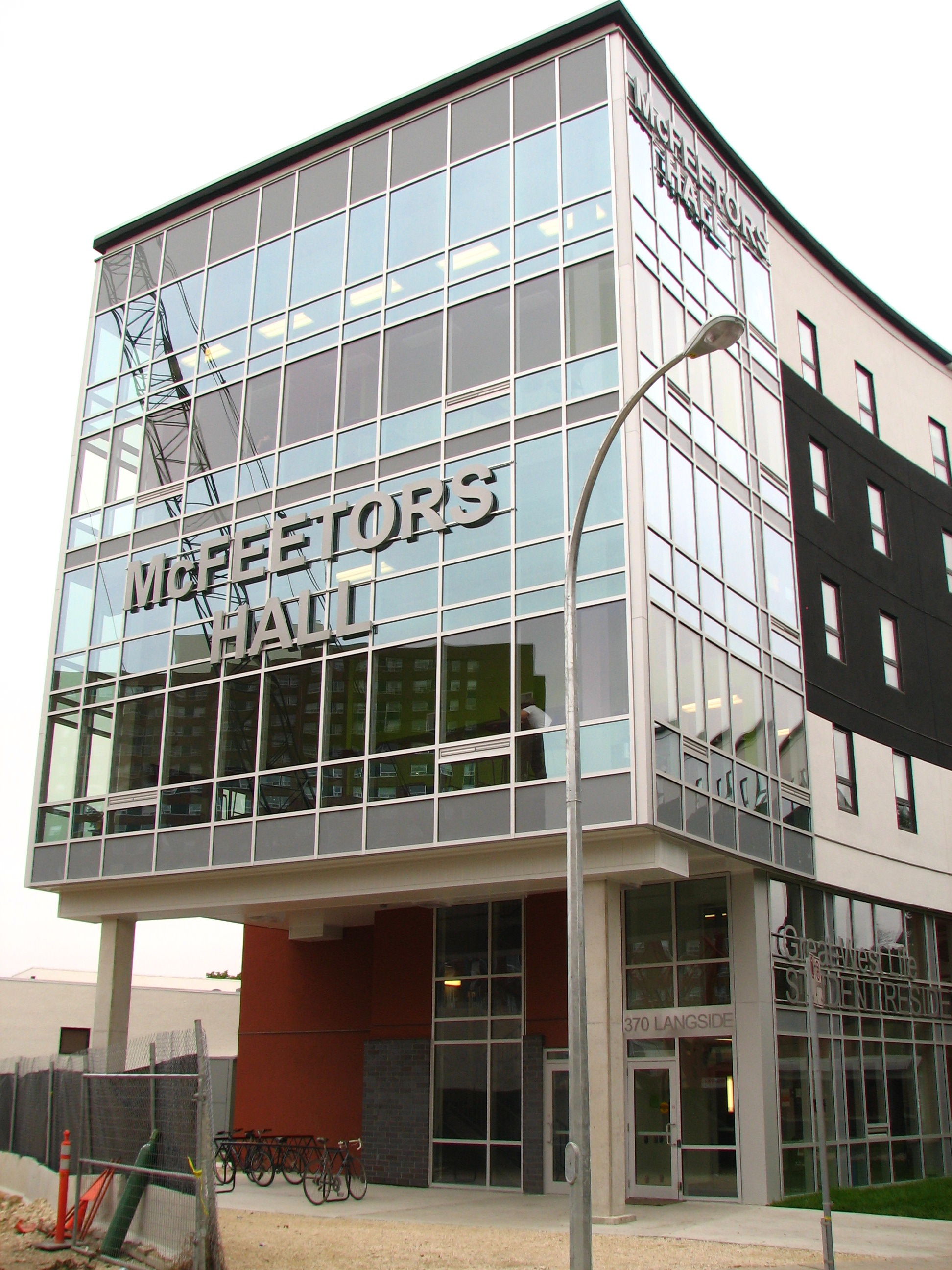
Die McFeetors Halle der Universität

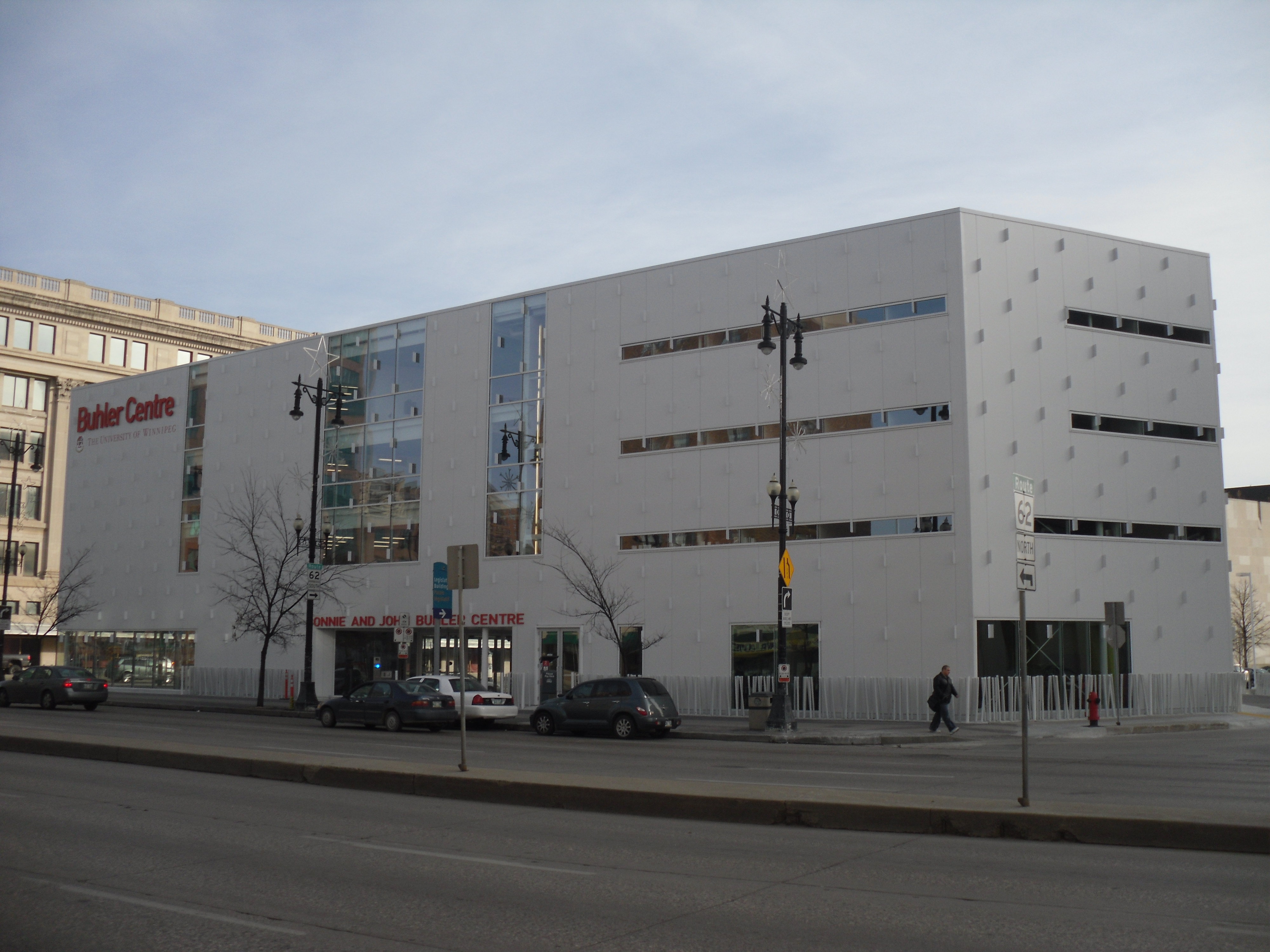
Das Bulher Centre der Universität

Die Universität hat mit Stand 2021 sechs Fachbereiche (faculties, Fakultäten):
- Geisteswissenschaften (Faculty of Arts), mit Geschichte, Philosophie, Psychologie, Politikwissenschaft, Soziologie und anderen[5]
- Wirtschaft und Ökonomie (Faculty of Business & Economics)
- Bildung/Pädagogik (Faculty of Education)
- Gesundheit/Medizin (Gupta Faculty of Kinesiology and Applied Health)
- Graduiertenausbildung (Faculty of Graduate Studies)
- Wissenschaft (Faculty of Science) mit den Naturwissenschaften, Mathematik und Informatik[6]

Früher gab es auch eine Fakultät für Theologie. Der Lehrbetrieb dazu ist nun im United Centre for Theological Studies eingeordnet.

### Colleges
- Global College
- Menno Simons College
- Richardson College for the Environment

### Forschungszentren und Institute
- Centre for Academic Writing (CAW)
- Centre for Distributed/Distance Learning (CDDL)
- Centre for Forest Interdisciplinary Research (C-FIR)
- Centre for Innovation in Teaching & Learning (CITL)
- Centre for Research in Young People’s Texts and Cultures (CRYTC)
- Centre for Rupert's Land Studies
- Centre for Sustainable Transportation
- Institute of Urban Studies
- Institute for Women’s and Gender Studies

## Schwerpunkt für Studien, die sich auf deutschsprachige Kultur beziehen
Die Universität hat wegen ihres geografischen und historischen Umfelds einen Schwerpunkt auf die Erforschung von Deutschsprachigen gelegt, insbesondere was Literatur und weitere Kultur angeht. Dabei geht es unter anderem um die eingewanderten Mennoniten.

## Zahlen zu den Studierenden
Von den 9.691 Studierenden im November 2020 strebten 9.396 ihren ersten Studienabschluss an, sie waren also undergraduates. 295 arbeiteten auf einen weiteren Abschluss hin, sie waren postgraduates. 1.389 Personen (14,3 %) zählten als internationale Studenten.

## Bekannte Absolventen
- Chantal Kreviazuk – Sängerin
- Margaret Laurence – Schriftstellerin
- Guy Maddin – Filmregisseur
- Howard Pawley – Premierminister von Manitoba
- Brad Roberts – Sänger der Gruppe Crash Test Dummies